# Heliura excavata
Heliura excavata là một loài bướm đêm thuộc phân họ Arctiinae, họ Erebidae.